# Baldratia aelleni
Baldratia aelleni är en tvåvingeart som beskrevs av Möhn 1969. Baldratia aelleni ingår i släktet Baldratia och familjen gallmyggor.
Artens utbredningsområde är Iran. Inga underarter finns listade i Catalogue of Life.